# Cortinarius norvegicus
Cortinarius norvegicus är en svampart som beskrevs av Høil. 1984. Cortinarius norvegicus ingår i släktet Cortinarius och familjen spindlingar.   Inga underarter finns listade i Catalogue of Life.